# Neumarkt-Sankt Veit
Neumarkt-Sankt Veit là một đô thị thuộc huyện Mühldorf bang Bayern nước Đức.

## Thành phố kết nghĩa
- Caneva, Ý (2002)

website: http://www.neumarkt-sankt-veit.de  - website: http://www.vgnsv.de 